# Нижне-Покровская улица
Нижне-Покровская улица (бел. Ніжне-Пакроўская вуліца) — улица в историческом центре Полоцка. Проходит от подножия Верхнего замка до улицы Пушкина.

## История
Улица является одной из старейших в городе. Современную конфигурацию приобрела в конце XVIII века согласно плану регулярной застройки города. Первоначально именовалась Великой, с XIX века стала называться Нижне-Покровской. После Октябрьской революции, в 1919 году, названа улицей Ленина. В 2008 году переименована обратно в Нижне-Покровскую, а имя Ленина получила бывшая улица Сакко и Ванцетти.

## Описание
Нижне-Покровская улица проходит на восток вдоль Западной Двины. Она начинается у Верхнего замка, у лестницы, ведущей к Софийскому собору. С севера примыкают улицы: Стрелецкая, Крестовая, Энгельса, Свердлова, Гоголя (в месте примыкания — площадь Франциска Скорины), Пушкина. Улица заканчивается тупиком сразу за пересечением с улицей Пушкина, у Покровской церкви. Нумерация домов — от Верхнего замка.

## Примечательные здания и сооружения
На улице сохранился ансамбль одно-двухэтажных религиозных, общественных и жилых зданий. Ансамблю свойственна своеобразная местная трактовка форм барокко и классицизма.
По нечётной стороне
- № 11 — бывшая лютеранская кирха, ныне краеведческий музей.
- № 33 — домик Петра I.

По чётной стороне
- № 20 — бывший монастырь францисканцев.
- № 22 — бывший жилой корпус Богоявленского монастыря, ныне музей книгопечатания.
- № 24 — Богоявленский собор.

Между домами 34 и 38 — памятник двадцати трём гвардейцам, погибшим на этом месте в Великую Отечественную войну при удержании плацдарма на правом берегу Двины (поставлен в 1975 году).